# José Echegaray y Eizaguirre
(Motivazione del Premio Nobel)
José Echegaray y Eizaguirre (Madrid, 19 aprile 1832 – Madrid, 14 settembre 1916) è stato un matematico, drammaturgo e politico spagnolo, insignito nel 1904 del premio Nobel per la letteratura insieme al poeta provenzale Frédéric Mistral.

## Biografia
Dal 1854 al 1868 insegnò matematica e fisica alla Scuola di Ingegneria di Madrid, di cui era stato studente laureandosi a 20 anni d'età con il massimo dei voti.
A 32 anni faceva parte della Real Academia de las Ciencias Exactas coltivando contemporaneamente la sua passione per la letteratura.
Fu considerato in Spagna il più importante matematico del XIX secolo introducendovi per la prima volta la geometría di Michael Chasles, la teoría di Évariste Galois, le funzioni ellittiche, e anche per i suoi personali apporti alla Fisica e alla Matematica, facendo affermare a Julio Rey Pastor che, per la Matematica spagnola, il XIX secolo comincia dal 1865 con Echegaray.
Di idee politiche ed economiche liberali, pur non partecipando alla rivoluzione democratica del settembre 1868, a partire da allora per tutto il cosiddetto Sexenio Democrático (1868 - 1874) ricoprì importanti cariche pubbliche. Fu eletto deputato delle Cortes constituyentes che approvarono la Costituzione spagnola del 1869, fu direttore generale delle Opere pubbliche (1868-1869), ministro dei lavori pubblici (1869-1870 e 1872) e ministro dell'economia (1872-1873). Fu tra i fondatori del Partito radicale e ricoprì per due volte (nel 1873 e nel 1874) la carica di ministro dell'economia anche durante la breve esperienza della Prima Repubblica.
Liberista convinto, fu tra i fondatori della Società Libera di Economia Politica insieme a Pastor, Rodríguez, Colmeiro, Figuerola, Moret e altri.
Dopo la restaurazione borbonica, pur rimanendo fedele agli ideali repubblicani, fece parte del Parlamento monarchico del 1876 in cui difese il suo operato precedente dalle critiche dei conservatori. Fu tra i primi soci azionisti della neocostituita Institución Libre de Enseñanza (ILE). Nel 1880, fu tra i fondatori con Nicolás Salmerón e Marcos del Partito Repubblicano Progressista per entrare in seguito a far parte della corrente di sinistra del Partito Liberale.
Si dedicò alla letteratura a partire dal 1874, quando esordì con "El libro talonario" (anche se alcuni anni prima, nel 1865 aveva scritto, senza pubblicarla, "La hija natural"). La sua produzione contempla oltre sessanta drammi sia in prosa che in versi. Le prime opere sono pervase di una malinconia romantica mentre quelle successive risentono dell'influenza dell'opera di Henrik Ibsen. Le sue opere furono accolte benissimo dal pubblico e gli valsero nel 1904 il Premio Nobel per la letteratura. Tale apprezzamento non fu però mai condiviso dalla critica e esponenti di punta della cosiddetta generazione del '98, tra cui Miguel de Unamuno e Rubén Darío, si pronunciarono criticamente sull'assegnazione del premio al drammaturgo madrileno.
Fu comunque famosissimo ai suoi tempi e ricoprì cariche di prestigio: Presidente dell'Ateneo di Madrid (1888), membro della Real Academia Española (dal 1896), senatore a vita (dal 1900) e, per ben due volte (1894-1896 e 1901-1916) Presidente dell'Accademia delle Scienze esatte, fisiche e naturali.
Grande ammiratore dell'attrice spagnola Maria Álvarez Tubau, firmò nel 1891, insieme a José Zorrilla, Nuñez de Arce, Campoamor, Emilio Castelar, oltre ad altri giornalisti, politici e intellettuali, un documento in cui definiva la Tubau "Dottoressa in Arte Drammatica".

## Opere

### Scientifiche
Pubblicò molti saggi di fisica e matematica di cui alcuni sono di seguito elencati con l'avvertenza che la produzione scientifica di José Echegaray continuò fino alla sua morte
- Cálculo de Variaciones (1858)
- Problemas de Geometría plana (1865)
- Problemas de Geometría analítica (1865), considerata un'opera maestra da García de Galdeano
- Teorías modernas de la Física (1867)
- Introducción a la Geometría Superior (1867), dove espone la geometría di Chasles.
- Memoria sobre la teoría de los Determinantes (1868), primera opera in Spagna su questo tema
- Tratado elemental de Termodinámica (1868), breve saggio sulla scienza che stava nascendo allora

### Letterarie
- La esposa del vengador (1874)
- En el puño de la espada (1875)
- Locura o santidad (1876)
- El gran galeoto (1881)
- Mariana (1892)
- El hijo de Don Juan (1892)
- Mancha que limpia (1895)
- El loco de Dios (1900)

## Filmografia
La filmografia è completa.
Alcuni suoi lavori teatrali, soprattutto El gran galeoto, furono adattati per lo schermo: la prima riduzione cinematografica di una sua opera risale al 1915:
- The Celebrated Scandal, regia di James Durkin e J. Gordon Edwards - da El Gran galeoto (1915)
- Galeotto, der große Kuppler, regia di Hubert Moest - da El Gran galeoto (1919)
- The World and His Wife, regia di Robert G. Vignola - da El Gran galeoto (1920)
- Mancha que limpia, regia di José Buchs - dal lavoro teatrale (1924)
- A fuerza de arrastrarse, regia di José Buchs - dal lavoro teatrale (1924)
- Lovers?, regia di John M. Stahl - da El Gran galeoto (1927)
- Festín de buitres, regia di Ramón Peón - dal lavoro teatrale (1949)
- El gran Galeoto, regia di Rafael Gil - da El Gran galeoto (1951)

## Curiosità
- Ad Echegaray è stato intitolato il cratere Echegaray, sulla superficie di Mercurio.